# Danuta Joppek
Danuta Joppek (sinh ngày 27 tháng 3 năm 1955) là một họa sĩ và nhà thiết kế người Ba Lan. Bà là tác giả của một số bài phân tích về nghệ thuật.

## Tiểu sử
Joppek sinh ra ở Węglówka thuộc huyện Myślenicki. Bà tốt nghiệp trường Cao đẳng Mỹ thuật nhà nước ở Poznań (nay là Học viện Mỹ thuật ở Poznań) vào năm 1989. Bà cũng tốt nghiệp khoa Hội họa và Đồ họa tại trường Cao đẳng Mỹ thuật nhà nước ở Gdańsk (nay là Học viện Mỹ thuật ở Gdańsk) vào năm 1990.
Trong những năm 1986 - 1991, bà sáng tác tranh phong cảnh, và thiết kế cảnh quan cho nhà hát Wybrzeze ở Gdańsk. Joppek là thành viên của Hiệp hội nghệ sĩ và nhà thiết kế Ba Lan. Các tác phẩm của Joppek có thể được tìm thấy trong bộ sưu tập của Bảo tàng quốc gia Gdańsk.